# Саксонська марка

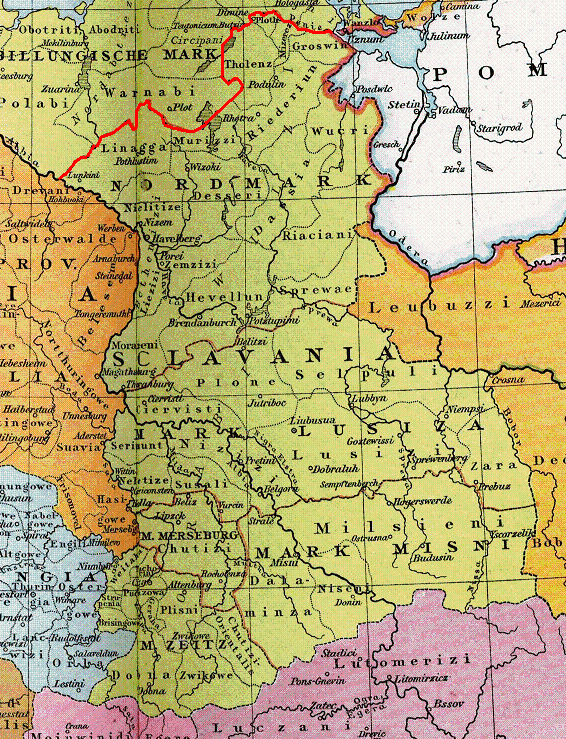
Саксонська марка до 965 року

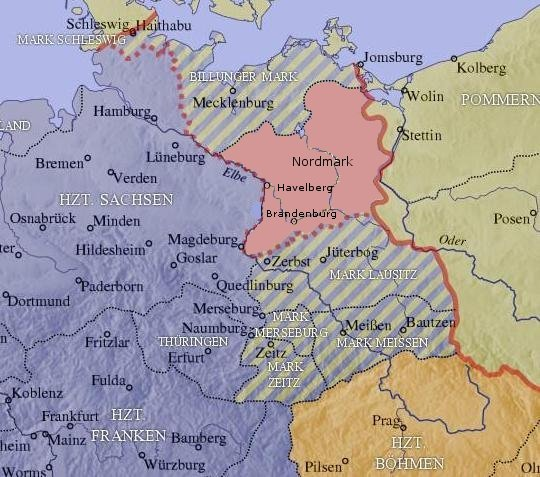
Розподіл саксонської марки після 965 року

Саксонська марка або Саксонська східна марка (нім. Sächsische Ostmark) — марка у складі Східного Франкського королівства, а пізніше — Священної Римської імперії.

## Історія
Точний рік заснування марки невідомий. Її ядром стала вже заснована ще в VIII — початку IX столітті Сорбська марка, яка в 908 році була приєднана до Саксонії герцогом Оттоном I. Син Оттона, Генріх I Птахолов після шлюбу успадкував володіння в районі Мерзебурга. У 919 році Генріх I став королем Східного Франкського королівства. Можливо, що у 920-ті роки він передав ці володіння своєму вихователю — графу Титмару.
Після смерті Генріха I його син, король Оттон I Великий в 936 році призначив «легатом» Саксонії сина Титмара Зігфріда I. Саксонський «легат» здійснював нагляд і опіку за підпорядкованою областю з метою своєчасної протидії непокори і вторгнення слов'ян із Польщі та Померанії. Зігфрід загинув в 937 році, після чого «легатом» був призначений його брат, Геро I Залізний.